# Temperamento
El temperamento es la peculiaridad e intensidad individual de los afectos psíquicos y de la estructura dominante de humor y motivación.
El término proviene del latín temperamentum: ‘medida’. Es la manera natural con que un ser humano interactúa con el entorno. Puede ser hereditario y no influyen factores externos (solo si esos estímulos fuesen demasiado fuertes y constantes);
es la capa instintivo-afectiva de la personalidad, sobre la cual la inteligencia y la voluntad modelarán el carácter (en el cual sí influye el ambiente);
ocupa también la habilidad para adaptarse, el estado de ánimo, la intensidad, el nivel de actividad, la accesibilidad, y la regularidad;
el temperamento es la naturaleza general de la personalidad de un individuo, basada las características del tipo de sistema nervioso.
El temperamento está relacionado con la influencia endocrina (que se debe a los genes, y que se manifiesta en determinados rasgos físicos y psicológicos).
El temperamento y el carácter definen la personalidad del ser humano; y la diferente combinación e intensidad con que estos se manifiesten en sus diferentes áreas, nos hacen únicos y humanos.
Los temperamentos o el temperamento es el rasgo descriptivo del estilo de actuar que nos distingue de los demás como únicos e irremplazables, de modo que podamos armonizar con ellos.
El estudio de los temperamentos ocupaba un papel importante en la psicología anterior al siglo XX.

## Clasificación del temperamento según Hipócrates

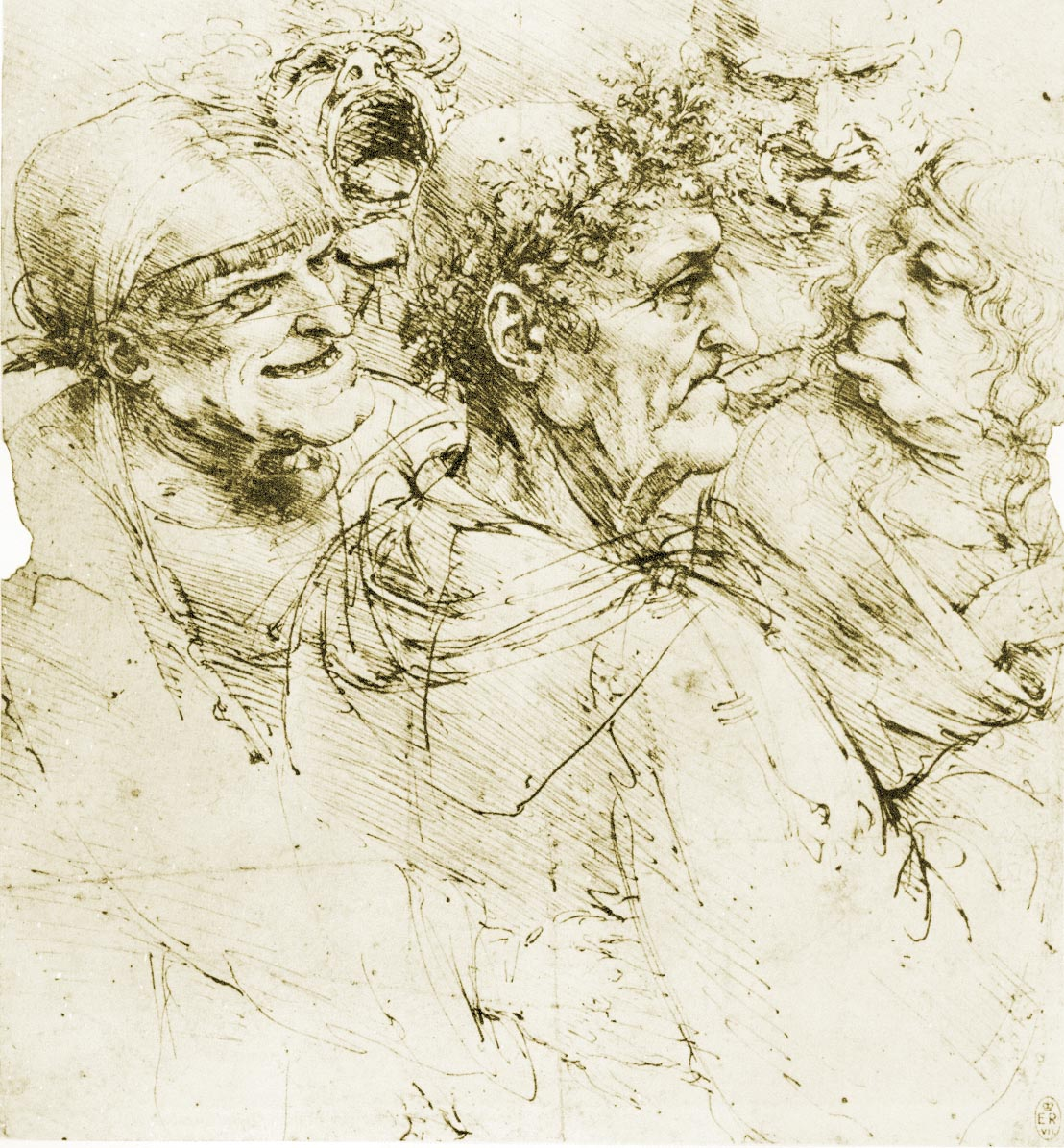
Cinco cabezas grotescas, ilustración de los cuatro temperamentos, en torno a un perfil clásico (dibujo de Leonardo da Vinci, hacia 1490, Royal Library, castillo de Windsor).

Médicos de la antigüedad como el médico griego Hipócrates (460-370 a. C.) y el médico griego Galeno (129-200) distinguían cuatro tipos de temperamentos, considerados como emanación del alma por la interrelación de los diferentes humores del cuerpo:
- Sanguíneos, las personas con un humor muy variable.
- Melancólicos, personas tristes y soñadoras.
- Coléricos, personas cuyo humor se caracterizaba por una voluntad fuerte y unos sentimientos impulsivos, en las que predominaba la bilis amarilla y blanca.
- Flemáticos, personas que se demoran en la toma de decisiones, suelen ser apáticas, a veces con mucha sangre fría, en las cuales la flema era el componente predominante de los humores del cuerpo.

A esto se suma las teorías del fisiólogo ruso Iván Pávlov (1849-1936), quien enunció que las características del temperamento están dadas por el sistema nervioso que a su vez tiene tres características: fuerza, equilibrio y velocidad de correlación; de ahí que la combinación de estas características dan origen a los tipos de sistema nervioso que caracterizan a cada temperamento: sistema nervioso rápido y equilibrado (sanguíneo), sistema nervioso lento y equilibrado (flemático),
sistema nervioso débil (melancólico) y sistema nervioso fuerte, rápido y desequilibrado (colérico).
Según la clasificación de Hipócrates existen cuatro tipos de temperamentos según la predominancia de uno de los cuatro humores dentro de la psicología:

### Temperamento sanguíneo
Este temperamento está basado en un tipo de sistema nervioso rápido y equilibrado que se caracteriza por poseer una alta sensibilidad, un bajo nivel de actividad y fijación de la concentración y una moderada reactividad al medio; es característico del sistema nervioso una moderada correlación de la actividad a la reactividad; es extrovertido y manifiesta alta flexibilidad a los cambios de ambiente.

#### Características del temperamento sanguíneo
- Se trata de una persona cálida, campante, vivaz y que disfruta de la vida siempre que se pueda.
- Es receptiva por naturaleza, las impresiones externas encuentran fácil entrada en su interior en donde provocan un alud de respuestas.
- Tiende a tomar decisiones basándose en los sentimientos más que en la reflexión.
- Es tan comunicativo que es considerado un extrovertido.
- Tiene una capacidad insólita para disfrutar y por lo general contagia a los demás su espíritu que es amante de la diversión.
- Son optimistas, siempre ven el lado bueno de las cosas.
- Son egocéntricos, les gusta ser el centro de atención.
- Pero pueden ser emocionalmente inestables, distraídos, indisciplinados, con poca fuerza de voluntad, inseguros y hasta desordenados.
- Son muy sensibles emocionalmente.
- Tienen y demandan una gran necesidad afectuosa y amorosa.

Este tipo de personas por lo general, hablan antes de pensar, son extrovertidas, muy activas e intuitivas.

### Temperamento flemático
Este tipo de temperamento está basado en un tipo de sistema nervioso lento y equilibrado que se caracteriza por tener una baja sensibilidad pero una alta actividad y concentración de la atención; es característico de su sistema nervioso una baja reactividad a los estímulos del medio, y una lenta correlación de la actividad a la reactividad, es introvertido y posee baja flexibilidad a los cambios de ambiente.
Es tranquilo, nunca pierde la compostura y casi nunca se enfada. Por su equilibrio, es el más agradable de todos los temperamentos. Trata de no involucrarse demasiado en las actividades de los demás. Por lo general suele ser una persona apática, además de tener una buena elocuencia. No busca ser un líder, sin embargo puede llegar a ser uno muy capaz.

#### Características del temperamento flemático
- Es un individuo calmado, tranquilo, que nunca se descompone y que tiene un punto de ebullición tan elevado que casi nunca se enfada.
- Son personas serias, impasibles y altamente racionales.
- Son calculadores y analíticos.
- Generalmente, es el temperamento de personas muy capaces y equilibradas.
- Es el tipo de persona más fácil de tratar y es por esa naturaleza el más agradable de los temperamentos.
- El flemático es frío y se toma su tiempo para la toma de decisiones.
- Prefiere vivir una existencia feliz, placentera y sin estridencias hasta el punto que llega a involucrarse en la vida lo menos que puede.

### Temperamento melancólico
Está basado en un tipo de sistema nervioso débil, posee una muy alta sensibilidad, un alto nivel de actividad y concentración de la atención, así como una baja reactividad ante los estímulos del medio, y una baja correlación de la actividad a la reactividad; es introvertido y lo caracteriza una baja flexibilidad a los cambios en el ambiente.
Es abnegado, perfeccionista y analítico. Es muy sensible emocionalmente. Es propenso a ser introvertido, sin embargo, puede actuar de forma extrovertida. No se lanza a conocer gente, sino deja que la gente venga a él. Sus tendencias perfeccionistas y su conciencia hacen que sea muy fiable, pues no le permiten abandonar a alguien cuando están contando con él. Además de todo, posee un gran carácter que le ayuda a terminar lo que comienza. Pero es difícil convencerlo de iniciar algún proyecto, debido a que siempre está considerando todos los pros y contras en cualquier situación.

#### Características del temperamento melancólico
- Suele producir tipos analíticos, abnegados, dotados y perfeccionistas.
- Es de una naturaleza emocional muy sensible, predispuesto a veces a la depresión.
- Es el que consigue más disfrutar de las artes.
- Es propenso a la introversión, pero debido al predominio de sus sentimientos, puede adquirir toda una variedad de talentos.
- Tiene cambios emocionales muy bruscos y se puede decir que hacerlo enojar es fácil.
- No le gusta que lo interrumpan cuando se concentra en algo que es importante para él, entre otros.

### Temperamento colérico
Está basado en un tipo de sistema nervioso rápido y desequilibrado, posee baja sensibilidad y un nivel alto de actividad y concentración de la atención, aunque tiene alta reactividad a los estímulos del medio y una muy alta correlación, también es flexible a los cambios de ambiente. Cuando se le describe o dice algo que le fastidia o desagrada, trata de callar de forma violenta a las personas que se lo dicen. Es rápido, muy activo, práctico en sus decisiones, autosuficiente y sobre todo independiente. Es extrovertido, pero no tanto como la persona de temperamento sanguíneo. Se fija metas y objetivos. Es muy ambicioso. Valora rápida e intuitivamente y reconoce los posibles tropiezos y obstáculos que puede encontrar en el camino si busca lograr una meta.

#### Características del temperamento colérico
- Es caluroso, rápido, activo, práctico, voluntarioso, tiene una visión amplia, es autosuficiente y muy independiente.
- Tiende a ser decidido y de firmes opiniones, tanto para sí mismo como para otras personas, y tiende a tratar de imponerlas.
- Es extrovertido, no hasta el punto del sanguíneo.
- Generalmente, prefiere la actividad.
- No necesita ser estimulado por su ambiente, sino que más bien lo estimula él con sus inalcanzables ideas, planes, metas.
- Tiende a fijarse metas muy altas, porque considera que es capaz, pero no siempre las cumple, no por falta de capacidad sino de tiempo o porque pierde el interés.
- Dominante y hasta manipulador para alcanzar su objetivo.
- Tiende a ser manipulador, pero también es muy intolerante.
- Siempre busca realizar todo lo que desea.

#### Características del temperamento biotemperamental o naturalista
No es un concepto psicológico comúnmente aceptado o estandarizado. Existen investigadores mostraron un interés sobre este temperamento, que denominaron biotemperamental o naturalista, que se desarrolla a la vez que crece la persona y se desarrolla en el medio social.[cita requerida]
- Afinidad por sus habilidades
- Comparte sus atributos con los demás.

## Temperamentos combinados
A partir del hecho de que ninguna persona posee únicamente un temperamento en su personalidad, se desarrollaron, como complemento de la clasificación de los cuatro temperamentos, las combinaciones de estos, donde uno de los temperamentos es el dominante y otro (u otros) es/son secundario(s); por ejemplo, se dice de la persona con temperamento COL-MEL cuando el temperamento COL es el dominante y el MEL es el suplementario. Por consiguiente, se tienen las distintas combinaciones, MEL-COL, FLEM-SAN, FLEM, etc.

## Temperamento en psicología
En psicología, se le llama temperamento a la parte de la personalidad cuyo origen se asienta en la herencia genética. Por contraposición, se le llama carácter a la parte de la personalidad que se genera durante la vida de la persona, su experiencia y la cultura.
En realidad, puede decirse que se nace con un temperamento dado o con una predisposición a ciertos rasgos de personalidad, pero estos están fuertemente condicionados por el medio (la experiencia vital de la persona, la cual va modificando y permitiendo el desarrollo de la personalidad o habilidades para desenvolverse con coherencia). Aquí subyace el concepto fenotipo.
Ejemplos de rasgos temperamentales de la personalidad son: ansiedad rasgo y extraversión, los cuales acumulan hoy en día bastante evidencia científica desde la psicobiología y otros estudios correlacionales (el modelo de los cinco grandes).
El temperamento puede afectar la vida de alguien, por ejemplo, al experimentar eventos más estresantes.

### Herencia genética y entorno
La hipótesis es que el temperamento tiene una base genética. Sin embargo, esto ha resultado difícil de comprobar directamente. Sea como sea, como norma general, se dice que el temperamento viene dado por la genética, mientras el carácter se forma a partir de este, asimilando las vivencias y experiencias que proporciona el entorno.[cita requerida]

## Las nueve características del temperamento de Thomas y Chess
Alexander Thomas, Stella Chess, Herbert G. Birch, Margaret Hertzig y Sam Korn iniciaron a principios de la década de 1950 el clásico estudio longitudinal de Nueva York sobre el temperamento infantil (Thomas, Chess y Birch, 1968). El estudio se centraba en cómo las cualidades temperamentales influyen en la adaptación a lo largo de la vida. Chess, Thomas et al. evaluaron a los niños pequeños en función de nueve características del temperamento, cada una de las cuales, por sí sola o en conexión con otra, afecta a la adaptación del niño en la escuela, con sus amigos y en casa. Los comportamientos de cada uno de estos rasgos se sitúan en un continuum. Si un niño se inclina hacia el extremo superior o inferior de la escala, puede ser motivo de preocupación. Los comportamientos específicos son: nivel de actividad, regularidad de los patrones de sueñoing y alimentación, reacción inicial, adaptabilidad, intensidad de emoción, mood, distracción, persistencia y capacidad de atención, y sensibilidad sensorial. Se han encontrado redundancias entre las categorías y una lista reducida se utiliza normalmente por los psicólogos de hoy.
La investigación de Thomas y Chess utilizó los siguientes nueve rasgos de temperamento en los niños basado en un esquema de clasificación desarrollado por el Dr. Herbert Birch: Thomas, Chess, Birch, Hertzig y Korn descubrieron que muchos bebés podían clasificarse en uno de estos tres grupos: fácil, difícil y lento de calentar (Thomas & Chess 1977).No todos los niños pueden clasificarse en uno de estos grupos. Aproximadamente el 65% de los niños encajan en uno de los patrones. Del 65%, el 40% encajaba en el patrón fácil, el 10% caía en el patrón difícil y el 15% era lento en el calentamiento. Cada categoría tiene sus puntos fuertes y débiles y una no es superior a otra.
Thomas, Chess, Birch, Hertzig y Korn demostraron que los bebés "fáciles" se adaptan fácilmente a las nuevas experiencias, suelen mostrar estados de ánimo y emociones positivas y también tienen patrones normales de alimentación y sueño. Los bebés "difíciles" tienden a ser muy emocionales, irritables y quisquillosos, y lloran mucho. También suelen tener patrones de sueño y alimentación irregulares. Los bebés "lentos en entrar en calor" tienen un bajo nivel de actividad y tienden a retraerse ante situaciones y personas nuevas. Tardan en adaptarse a las nuevas experiencias, pero las aceptan tras una exposición repetida.
Thomas, Chess, Birch, Hertzig y Korn descubrieron que estos patrones generales de cualidades temperamentales son notablemente estables a lo largo de la infancia. Estos rasgos también se encuentran en niños de todas las culturas.
Thomas y Chess también estudiaron el temperamento y el entorno. Una muestra estaba formada por familias blancas de clase media con un alto nivel educativo y la otra por familias puertorriqueñas de clase trabajadora. Encontraron varias diferencias. Entre ellas:
- Los padres de los niños de clase media eran más propensos a informar de problemas de comportamiento antes de los nueve años y los niños tenían problemas de sueño. Esto puede deberse a que los niños empiezan el preescolar entre los tres y los cuatro años. Los niños puertorriqueños menores de cinco años mostraban raros signos de problemas de sueño, sin embargo, los problemas de sueño se hicieron más comunes a la edad de seis años.
- Los padres de clase media también hacían mucho hincapié en el desarrollo temprano del niño, creyendo que los problemas en edades tempranas eran indicativos de problemas posteriores en el desarrollo psicológico, mientras que los padres puertorriqueños creían que sus hijos superarían cualquier problema.
- A la edad de nueve años, el informe de nuevos problemas disminuyó en los niños de clase media, pero aumentó en los niños puertorriqueños, posiblemente debido a las exigencias de la escuela.

Rasgos observados:
- Actividad: se refiere a la energía física del niño. ¿Está el niño en constante movimiento o tiene una actitud relajada? Un niño con mucha energía puede tener dificultades para permanecer sentado en clase, mientras que un niño con poca energía puede tolerar un entorno muy estructurado. El primero puede utilizar con más frecuencia habilidades motoras gruesas como correr y saltar. Por el contrario, un niño con un nivel de actividad más bajo puede depender más de las habilidades motoras finas, como dibujar y armar rompecabezas. Este rasgo también puede referirse a la actividad mental, como el pensamiento profundo o la lectura— actividades que adquieren mayor importancia a medida que la persona madura.
- Regularidad: también conocida como "ritmicidad", se refiere al nivel de previsibilidad de las funciones biológicas del niño, como despertarse, cansarse, tener hambre o defecar. ¿Tiene el niño una rutina en sus hábitos alimenticios y de sueño, o estos acontecimientos son más aleatorios?  Por ejemplo, un niño con un alto índice de regularidad puede querer comer a las 2 de la tarde todos los días, mientras que un niño con un índice más bajo en la escala de regularidad puede comer a horas esporádicas a lo largo del día.
- Reacción inicial: también conocida como "acercamiento o retraimiento". Se refiere a cómo responde el niño (positiva o negativamente) ante personas o entornos nuevos. ¿El niño se acerca a las personas o cosas del entorno sin vacilar, o se aleja tímidamente? Un niño audaz tiende a acercarse a las cosas rápidamente, como sin pensar, mientras que un niño precavido suele preferir observar durante un rato antes de involucrarse en nuevas experiencias.
- Adaptabilidad: se refiere al tiempo que tarda el niño en adaptarse a los cambios a lo largo del tiempo (en contraposición a una reacción inicial). ¿El niño se adapta fácilmente a los cambios de su entorno o se resiste? Un niño que se adapta con facilidad puede acomodarse rápidamente a una nueva rutina, mientras que un niño resistente puede tardar mucho tiempo en adaptarse a la situación.
- Intensidad: se refiere al nivel de energía de una respuesta positiva o negativa. ¿El niño reacciona intensamente ante una situación o responde de forma tranquila y sosegada? Un niño más intenso puede saltar gritando de emoción, mientras que un niño más tranquilo puede sonreír o no mostrar ninguna emoción.
- Estado de ánimo: se refiere a la tendencia general del niño a mostrarse alegre o triste. Todos los niños tienen una variedad de emociones y reacciones, como alegres y tormentosos, felices e infelices. Sin embargo, cada niño tiende biológicamente a tener una actitud general positiva o negativa. Un bebé que sonríe y arrulla con frecuencia podría considerarse un bebé alegre, mientras que un bebé que llora o se queja con frecuencia podría considerarse un bebé tormentoso.
- Distractibilidad: se refiere a la tendencia del niño a distraerse con otras cosas que suceden a su alrededor. ¿El niño se distrae fácilmente con lo que ocurre en su entorno o puede concentrarse a pesar de las interrupciones? Un niño que se distrae fácilmente se deja llevar por los acontecimientos externos y tiene dificultades para volver a la tarea que está realizando, mientras que un niño que se distrae raramente se mantiene concentrado y completa la tarea que tiene entre manos.
- Persistencia y capacidad de atención: se refieren al tiempo que el niño dedica a una tarea y a su capacidad de permanecer en ella a pesar de las frustraciones; es decir, si el niño permanece en una actividad durante mucho tiempo o pierde el interés rápidamente.
- Sensibilidad: se refiere a la facilidad con la que un niño se ve perturbado por cambios en el entorno. También se denomina "umbral sensorial" o "umbral de respuesta". ¿Le molestan al niño estímulos externos como ruidos, texturas o luces, o parece ignorarlos? Un niño sensible puede perder la concentración cuando se cierra una puerta, mientras que un niño menos sensible a los ruidos externos podrá mantener la concentración.